# NFC East
NFC East è la division orientale della National Football Conference, nata nel 1970 a seguito della fusione tra American Football League e National Football League ed originariamente formatasi nel 1967 come Capitol Division della NFL.
Attualmente ne fanno parte: i Philadelphia Eagles, i New York Giants, i Dallas Cowboys e i Washington Commanders (fino al 2019 Washington Redskins). In seguito alla vittoria degli Eagles nel Super Bowl LII la NFC East è diventata la prima e tuttora unica division in cui ciascuna squadra vanta almeno una vittoria al Superbowl.

## Storia
La originaria Capitol Division venne formata nel 1967 inserendovi i Cowboys, gli Eagles, i Redskins ed i New Orleans Saints, nel 1968 i Giants sostituirono i Saints.
Con la fusione tra AFL e NFL del 1970, la division assunse il nome attuale e vi vennero inseriti i Saint Louis Cardinals provenienti dalla Century Division. I Cardinals restarono nella NFC East anche dopo il loro trasferimento in Arizona nel 1988.
In seguito alla riorganizzazione della NFL del 2002, i Cardinals vennero trasferiti nella NFC West e le squadre rimasero quelle che attualmente formano la division. È da notare come malgrado Dallas sia più ad ovest di Saint Louis, sede dei Saint Louis Rams, i Cowboys fossero stati mantenuti nella NFC East mentre i Rams facevano parte della NFC West, anche prima del loro trasferimento a Los Angeles.
|                     |                     |                     |                     |                     |                     |                     |                     |                     |                     |                     |                     |                     |                     |                     |                     |                     |                     |                          |                          |                       |                   |                   |                   |                   |                   |                   |                   |                   |                   |                   |                   |                   |                   |                   |  |  |  |  |  |  |  |  |  |  |  |  |  |  |  |  |  |  |
| 67                  | 68                  | 69                  | 70                  | 71                  | 72                  | 73                  | 74                  | 75                  | 76                  | 77                  | 78                  | 79                  | 80                  | 81                  | 82                  | 83                  | 84                  | 85                       | 86                       | 87                    | 88                | 89                | 90                | 91                | 92                | 93                | 94                | 95                | 96                | 97                | 98                | 99                | 00                | 01                |  |  |  |  |  |  |  |  |  |  |  |  |  |  |  |  |  |  |
| Dallas Cowboys      |                     |                     |                     |                     |                     |                     |                     |                     |                     |                     |                     |                     |                     |                     |                     |                     |                     |                          |                          |                       |                   |                   |                   |                   |                   |                   |                   |                   |                   |                   |                   |                   |                   |                   |  |  |  |  |  |  |  |  |  |  |  |  |  |  |  |  |  |  |
| Philadelphia Eagles |                     |                     |                     |                     |                     |                     |                     |                     |                     |                     |                     |                     |                     |                     |                     |                     |                     |                          |                          |                       |                   |                   |                   |                   |                   |                   |                   |                   |                   |                   |                   |                   |                   |                   |  |  |  |  |  |  |  |  |  |  |  |  |  |  |  |  |  |  |
| Washington Redskins |                     |                     |                     |                     |                     |                     |                     |                     |                     |                     |                     |                     |                     |                     |                     |                     |                     |                          |                          |                       |                   |                   |                   |                   |                   |                   |                   |                   |                   |                   |                   |                   |                   |                   |  |  |  |  |  |  |  |  |  |  |  |  |  |  |  |  |  |  |
| N.O. Saints         | NY Giants           | N.O. Saints         | New York Giants     | New York Giants     | New York Giants     | New York Giants     | New York Giants     | New York Giants     | New York Giants     | New York Giants     | New York Giants     | New York Giants     | New York Giants     | New York Giants     | New York Giants     | New York Giants     | New York Giants     | New York Giants          | New York Giants          | New York Giants       | New York Giants   | New York Giants   | New York Giants   | New York Giants   | New York Giants   | New York Giants   | New York Giants   | New York Giants   | New York Giants   | New York Giants   | New York Giants   | New York Giants   | New York Giants   | New York Giants   |  |  |  |  |  |  |  |  |  |  |  |  |  |  |  |  |  |  |
|                     |                     |                     | St. Louis Cardinals | St. Louis Cardinals | St. Louis Cardinals | St. Louis Cardinals | St. Louis Cardinals | St. Louis Cardinals | St. Louis Cardinals | St. Louis Cardinals | St. Louis Cardinals | St. Louis Cardinals | St. Louis Cardinals | St. Louis Cardinals | St. Louis Cardinals | St. Louis Cardinals | St. Louis Cardinals | St. Louis Cardinals      | St. Louis Cardinals      | St. Louis Cardinals   | Phoenix Cardinals | Phoenix Cardinals | Phoenix Cardinals | Phoenix Cardinals | Phoenix Cardinals | Phoenix Cardinals | Arizona Cardinals | Arizona Cardinals | Arizona Cardinals | Arizona Cardinals | Arizona Cardinals | Arizona Cardinals | Arizona Cardinals | Arizona Cardinals |  |  |  |  |  |  |  |  |  |  |  |  |  |  |  |  |  |  |
| NFC East            |                     |                     |                     |                     |                     |                     |                     |                     |                     |                     |                     |                     |                     |                     |                     |                     |                     |                          |                          |                       |                   |                   |                   |                   |                   |                   |                   |                   |                   |                   |                   |                   |                   |                   |  |  |  |  |  |  |  |  |  |  |  |  |  |  |  |  |  |  |
| anni 2000           |                     |                     |                     |                     |                     |                     |                     |                     |                     |                     |                     |                     |                     |                     |                     |                     |                     |                          |                          |                       |                   |                   |                   |                   |                   |                   |                   |                   |                   |                   |                   |                   |                   |                   |  |  |  |  |  |  |  |  |  |  |  |  |  |  |  |  |  |  |
|                     |                     |                     |                     |                     |                     |                     |                     |                     |                     |                     |                     |                     |                     |                     |                     |                     |                     |                          |                          |                       |                   |                   |                   |                   |                   |                   |                   |                   |                   |                   |                   |                   |                   |                   |  |  |  |  |  |  |  |  |  |  |  |  |  |  |  |  |  |  |
| 02                  | 03                  | 04                  | 05                  | 06                  | 07                  | 08                  | 09                  | 10                  | 11                  | 12                  | 13                  | 14                  | 15                  | 16                  | 17                  | 18                  | 19                  | 20                       | 21                       | 22                    |                   |                   |                   |                   |                   |                   |                   |                   |                   |                   |                   |                   |                   |                   |  |  |  |  |  |  |  |  |  |  |  |  |  |  |  |  |  |  |
|                     |                     |                     |                     |                     |                     |                     |                     |                     |                     |                     |                     |                     |                     |                     |                     |                     |                     |                          |                          |                       |                   |                   |                   |                   |                   |                   |                   |                   |                   |                   |                   |                   |                   |                   |  |  |  |  |  |  |  |  |  |  |  |  |  |  |  |  |  |  |
| Dallas Cowboys      |                     |                     |                     |                     |                     |                     |                     |                     |                     |                     |                     |                     |                     |                     |                     |                     |                     |                          |                          |                       |                   |                   |                   |                   |                   |                   |                   |                   |                   |                   |                   |                   |                   |                   |  |  |  |  |  |  |  |  |  |  |  |  |  |  |  |  |  |  |
| Philadelphia Eagles |                     |                     |                     |                     |                     |                     |                     |                     |                     |                     |                     |                     |                     |                     |                     |                     |                     |                          |                          |                       |                   |                   |                   |                   |                   |                   |                   |                   |                   |                   |                   |                   |                   |                   |  |  |  |  |  |  |  |  |  |  |  |  |  |  |  |  |  |  |
| Washington Redskins | Washington Redskins | Washington Redskins | Washington Redskins | Washington Redskins | Washington Redskins | Washington Redskins | Washington Redskins | Washington Redskins | Washington Redskins | Washington Redskins | Washington Redskins | Washington Redskins | Washington Redskins | Washington Redskins | Washington Redskins | Washington Redskins | Washington Redskins | Washington Football Team | Washington Football Team | Washington Commanders |                   |                   |                   |                   |                   |                   |                   |                   |                   |                   |                   |                   |                   |                   |  |  |  |  |  |  |  |  |  |  |  |  |  |  |  |  |  |  |
| New York Giants     |                     |                     |                     |                     |                     |                     |                     |                     |                     |                     |                     |                     |                     |                     |                     |                     |                     |                          |                          |                       |                   |                   |                   |                   |                   |                   |                   |                   |                   |                   |                   |                   |                   |                   |  |  |  |  |  |  |  |  |  |  |  |  |  |  |  |  |  |  |

## Albo d'oro della NFC East
| Stagione                | Squadra                  | Risultato               | Risultato nei play-off               |
| col nome di NFL Capitol | col nome di NFL Capitol  | col nome di NFL Capitol | col nome di NFL Capitol              |
| ----------------------- | ------------------------ | ----------------------- | ------------------------------------ |
| 1967                    | Dallas Cowboys           | 9-5-0                   | sconfitta nel NFL Championship       |
| 1968                    | Dallas Cowboys           | 12-2-0                  | sconfitta nel NFL Divisional Playoff |
| 1969                    | Dallas Cowboys           | 11-2-1                  | sconfitta nel NFL Divisional Playoff |
| col nome di NFC East    |                          |                         |                                      |
| 1970                    | Dallas Cowboys           | 10-4-0                  | sconfitta nel Super Bowl V           |
| 1971                    | Dallas Cowboys           | 11-3-0                  | vittoria nel Super Bowl VI           |
| 1972                    | Washington Redskins      | 11-3-0                  | sconfitta nel Super Bowl VII         |
| 1973                    | Dallas Cowboys           | 10-4-0                  | sconfitta nel NFC Championship Game  |
| 1974                    | St. Louis Cardinals      | 10-4-0                  | sconfitta nel NFC Divisional Playoff |
| 1975                    | St. Louis Cardinals      | 11-3-0                  | sconfitta nel NFC Divisional Playoff |
| 1976                    | Dallas Cowboys           | 11-3-0                  | sconfitta nel NFC Divisional Playoff |
| 1977                    | Dallas Cowboys           | 12-2-0                  | vittoria nel Super Bowl XII          |
| 1978                    | Dallas Cowboys           | 12-4-0                  | sconfitta nel Super Bowl XIII        |
| 1979                    | Dallas Cowboys           | 11-5-0                  | sconfitta nel NFC Divisional Playoff |
| 1980                    | Philadelphia Eagles      | 12-4-0                  | sconfitta nel Super Bowl XV          |
| 1981                    | Dallas Cowboys           | 12-4-0                  | sconfitta nel NFC Championship Game  |
| 1982                    | Washington Redskins      | 8-1-0                   | vittoria nel Super Bowl XVII         |
| 1983                    | Washington Redskins      | 14-2-0                  | sconfitta nel Super Bowl XVIII       |
| 1984                    | Washington Redskins      | 11-5-0                  | sconfitta nel NFC Divisional Playoff |
| 1985                    | Dallas Cowboys           | 10-6-0                  | sconfitta nel NFC Divisional Playoff |
| 1986                    | New York Giants          | 14-2-0                  | vittoria nel Super Bowl XXI          |
| 1987                    | Washington Redskins      | 11-4-0                  | vittoria nel Super Bowl XXII         |
| 1988                    | Philadelphia Eagles      | 10-6-0                  | sconfitta nel NFC Divisional Playoff |
| 1989                    | New York Giants          | 12-4-0                  | sconfitta nel NFC Divisional Playoff |
| 1990                    | New York Giants          | 13-3-0                  | vittoria nel Super Bowl XXV          |
| 1991                    | Washington Redskins      | 14-2-0                  | vittoria nel Super Bowl XXVI         |
| 1992                    | Dallas Cowboys           | 13-3-0                  | vittoria nel Super Bowl XXVII        |
| 1993                    | Dallas Cowboys           | 12-4-0                  | vittoria nel Super Bowl XXVIII       |
| 1994                    | Dallas Cowboys           | 12-4-0                  | sconfitta nel NFC Championship Game  |
| 1995                    | Dallas Cowboys           | 12-4-0                  | vittoria nel Super Bowl XXX          |
| 1996                    | Dallas Cowboys           | 10-6-0                  | sconfitta nel NFC Divisional Playoff |
| 1997                    | New York Giants          | 10-5-1                  | sconfitta nel NFC Wild Card Game     |
| 1998                    | Dallas Cowboys           | 10-6-0                  | sconfitta nel NFC Wild Card Game     |
| 1999                    | Washington Redskins      | 10-6-0                  | sconfitta nel NFC Divisional Playoff |
| 2000                    | New York Giants          | 12-4-0                  | sconfitta nel Super Bowl XXXV        |
| 2001                    | Philadelphia Eagles      | 11-5-0                  | sconfitta nel NFC Championship Game  |
| 2002                    | Philadelphia Eagles      | 12-4-0                  | sconfitta nel NFC Championship Game  |
| 2003                    | Philadelphia Eagles      | 12-4-0                  | sconfitta nel NFC Championship Game  |
| 2004                    | Philadelphia Eagles      | 13-3-0                  | sconfitta nel Super Bowl XXXIX       |
| 2005                    | New York Giants          | 11-5-0                  | sconfitta nel NFC Wild Card Game     |
| 2006                    | Philadelphia Eagles      | 10-6-0                  | sconfitta nel NFC Divisional Playoff |
| 2007                    | Dallas Cowboys           | 13-3-0                  | sconfitta nel NFC Divisional Playoff |
| 2008                    | New York Giants          | 12-4-0                  | sconfitta nel NFC Divisional Playoff |
| 2009                    | Dallas Cowboys           | 11-5-0                  | sconfitta nel NFC Divisional Playoff |
| 2010                    | Philadelphia Eagles      | 10-6-0                  | sconfitta nel NFC Wild Card Game     |
| 2011                    | New York Giants          | 9-7-0                   | vittoria nel Super Bowl XLVI         |
| 2012                    | Washington Redskins      | 10-6-0                  | sconfitta nel NFC Wild Card Game     |
| 2013                    | Philadelphia Eagles      | 10-6-0                  | sconfitta nel NFC Wild Card Game     |
| 2014                    | Dallas Cowboys           | 12-4-0                  | sconfitta nel NFC Divisional Playoff |
| 2015                    | Washington Redskins      | 9-7-0                   | sconfitta nel NFC Wild Card Game     |
| 2016                    | Dallas Cowboys           | 13-3-0                  | sconfitta nel NFC Divisional Playoff |
| 2017                    | Philadelphia Eagles      | 13-3-0                  | vittoria nel Super Bowl LII          |
| 2018                    | Dallas Cowboys           | 10-6-0                  | sconfitta nel NFC Divisional Playoff |
| 2019                    | Philadelphia Eagles      | 9-7-0                   | sconfitta nel NFC Wild Card Game     |
| 2020                    | Washington Football Team | 7-9-0                   | sconfitta nel NFC Wild Card Game     |
| 2021                    | Dallas Cowboys           | 12-5-0                  | sconfitta nel NFC Wild Card Game     |
| 2022                    | Philadelphia Eagles      | 14-3-0                  | sconfitta nel Super Bowl LVII        |
| 2023                    | Dallas Cowboys           | 12-5-0                  | sconfitta nel NFC Wild Card Game     |
| 2024                    | Philadelphia Eagles      | 14-3-0                  | vittoria nel Super Bowl LIX          |

## Squadre qualificate conWild Card
| Stagione | Squadra               | Risultato | Risultato nei play-off               |
| -------- | --------------------- | --------- | ------------------------------------ |
| 1970     | nessuna               |           |                                      |
| 1971     | Washington Redskins   | 9-4-1     | sconfitta nel NFC Divisional Playoff |
| 1972     | Dallas Cowboys        | 10-4-0    | sconfitta nel NFC Championship       |
| 1973     | Washington Redskins   | 10-4-0    | sconfitta nel NFC Divisional Playoff |
| 1974     | Washington Redskins   | 10-4-0    | sconfitta nel NFC Divisional Playoff |
| 1975     | Dallas Cowboys        | 10-4-0    | sconfitta nel Super Bowl X           |
| 1976     | Washington Redskins   | 10-4-0    | sconfitta nel NFC Divisional Playoff |
| 1977     | nessuna               |           |                                      |
| 1978     | Philadelphia Eagles   | 9-7-0     | sconfitta nel NFC Divisional Playoff |
| 1979     | Philadelphia Eagles   | 11-5-0    | sconfitta nel NFC Divisional Playoff |
| 1980     | Dallas Cowboys        | 12-4-0    | sconfitta nel NFC Championship       |
| 1981     | Philadelphia Eagles   | 10-6-0    | sconfitta nel NFC Wild Card Game     |
| 1981     | New York Giants       | 9-7-0     | sconfitta nel NFC Divisional Playoff |
| 1982     | nessuna               |           |                                      |
| 1983     | Dallas Cowboys        | 12-4-0    | sconfitta nel NFC Wild Card Game     |
| 1984     | New York Giants       | 9-7-0     | sconfitta nel NFC Divisional Playoff |
| 1985     | New York Giants       | 10-6-0    | sconfitta nel NFC Divisional Playoff |
| 1986     | Washington Redskins   | 12-4-0    | sconfitta nel NFC Championship       |
| 1987     | nessuna               |           |                                      |
| 1988     | nessuna               |           |                                      |
| 1989     | Philadelphia Eagles   | 11-5-0    | sconfitta nel NFC Wild Card Game     |
| 1990     | Philadelphia Eagles   | 11-5-0    | sconfitta nel NFC Wild Card Game     |
| 1990     | Washington Redskins   | 10-6-0    | sconfitta nel NFC Divisional Playoff |
| 1991     | Dallas Cowboys        | 11-5-0    | sconfitta nel NFC Divisional Playoff |
| 1992     | Philadelphia Eagles   | 11-5-0    | sconfitta nel NFC Divisional Playoff |
| 1992     | Washington Redskins   | 9-7-0     | sconfitta nel NFC Divisional Playoff |
| 1993     | New York Giants       | 11-5-0    | sconfitta nel NFC Divisional Playoff |
| 1994     | nessuna               |           |                                      |
| 1995     | Philadelphia Eagles   | 10-6-0    | sconfitta nel NFC Divisional Playoff |
| 1996     | Philadelphia Eagles   | 10-6-0    | sconfitta nel NFC Wild Card Game     |
| 1997     | nessuna               |           |                                      |
| 1998     | Arizona Cardinals     | 9-7-0     | sconfitta nel NFC Divisional Playoff |
| 1999     | Dallas Cowboys        | 8-8-0     | sconfitta nel NFC Wild Card Game     |
| 2000     | Philadelphia Eagles   | 11-5-0    | sconfitta nel NFC Divisional Playoff |
| 2001     | nessuna               |           |                                      |
| 2002     | New York Giants       | 10-6-0    | sconfitta nel NFC Wild Card Game     |
| 2003     | Dallas Cowboys        | 10-6-0    | sconfitta nel NFC Wild Card Game     |
| 2004     | nessuna               |           |                                      |
| 2005     | Washington Redskins   | 10-6-0    | sconfitta nel NFC Divisional Playoff |
| 2006     | Dallas Cowboys        | 9-7-0     | sconfitta nel NFC Wild Card Game     |
| 2006     | New York Giants       | 8-8-0     | sconfitta nel NFC Wild Card Game     |
| 2007     | New York Giants       | 10-6-0    | vittoria nel Super Bowl XLII         |
| 2007     | Washington Redskins   | 9-7-0     | sconfitta nel NFC Wild Card Game     |
| 2008     | Philadelphia Eagles   | 9-6-0     | sconfitta nel NFC Championship       |
| 2009     | Philadelphia Eagles   | 11-5-0    | sconfitta nel NFC Wild Card Game     |
| 2010     | nessuna               |           |                                      |
| 2011     | nessuna               |           |                                      |
| 2012     | nessuna               |           |                                      |
| 2013     | nessuna               |           |                                      |
| 2014     | nessuna               |           |                                      |
| 2015     | nessuna               |           |                                      |
| 2016     | New York Giants       | 11-5-0    | sconfitta nel NFC Wild Card Game     |
| 2017     | nessuna               |           |                                      |
| 2018     | Philadelphia Eagles   | 9-7-0     | sconfitta nel NFC Divisional Playoff |
| 2019     | nessuna               |           |                                      |
| 2020     | nessuna               |           |                                      |
| 2021     | Philadelphia Eagles   | 9-8-0     | sconfitta nel NFC Wild Card Game     |
| 2022     | Dallas Cowboys        | 12-5-0    | sconfitta nel NFC Divisional Playoff |
| 2022     | New York Giants       | 9-7-1     | sconfitta nel NFC Divisional Playoff |
| 2023     | Philadelphia Eagles   | 11-6-0    | sconfitta nel NFC Wild Card Game     |
| 2024     | Washington Commanders | 12-5-0    | sconfitta nell'NFC Championship Game |

## Partecipazioni totali ai play-off
| Squadra               | Vittorie nella division | Qualificazioni ai play-off | Partecipazioni/vittorie al Super Bowl |
| --------------------- | ----------------------- | -------------------------- | ------------------------------------- |
| Dallas Cowboys        | 25                      | 37                         | 8/5                                   |
| Philadelphia Eagles   | 13                      | 29                         | 5/2                                   |
| Washington Commanders | 10                      | 20                         | 5/3                                   |
| New York Giants       | 8                       | 17                         | 5/4                                   |
| Arizona Cardinals     | 2                       | 3                          | 0/0                                   |